# Læsø
Læsø és l'illa més gran de l'estret del Kattegat, al mar del Nord, a 19 km de la costa nord-oriental de la península de Jutlàndia. Læsø és també el nom del municipi que l'illa constitueix (vegeu Municipi de Læsø)
Juntament amb Anholt, Læsø pertany al "cinturó desèrtic" danès, que fa referència a les minses precipitacions els mesos d'estiu.
Durant l'edat mitjana l'illa fou famosa per la seva indústria de sal (vegeu Història de la sal).